# Joan de la Creu
Joan de la Creu —en castellà Juan de la Cruz— és el nom religiós de Juan de Yepes Álvarez (Fontiveros, Àvila, 1542 - Úbeda, Jaén, 1591), que va ser un frare carmelita, prevere i místic que l'any 1568, pels consells de santa Teresa de Jesús, va emprendre la reforma entre els germans de l'orde, fundant la branca dels carmelites descalços.
La seva obra escrita, especialment la poètica, és considerada un dels cims de la literatura en llengua castellana i el cim de la literatura mística de la Contrareforma; els seus escrits van tenir un pes decisiu en l'espiritualitat moderna. Canonitzat en 1726, és venerat com a sant per diverses confessions cristianes.

## Vida

### Infantesa i formació
Juan de Yepes Álvarez va néixer al si d'una família de jueus conversos a Fontiveros, prop d'Àvila. El seu pare morí quan ell era petit i la seva família va empobrir, veient-se obligada a desplaçar-se a uns quants llocs, entre els quals Medina del Campo el 1551. Hi va treballar en un hospici i va estudiar arts al col·legi de la Companyia de Jesús entre 1559 i 1563. El 24 de febrer de 1563 va ingressar a l'Orde del Carme, prenent el nom de Juan de San Matías.
L'any següent (1564) va fer-hi els vots solemnes i es traslladà a Salamanca, on estudià teologia i filosofia a la Universitat i al Colegio de San Andrés. Va tenir-hi com a professor el frare agustinià Luis de León, que impartia exegesi bíblica.

### Vinculació amb Teresa de Jesús
Va ser ordenat prevere el 1567. Volia dur una vida més contemplativa i ascètica i pensà d'ingressar a l'Orde de la Cartoixa. Abans de decidir-ho, anà a Medina del Campo per trobar-hi Teresa de Jesús, llavors dedicada a la reforma de l'orde carmelità. Teresa li parlà del seu projecte i li demanà que demorés la seva decisió de fer-se cartoixà; Teresa convencé el frare perquè l'ajudés en la seva tasca de reforma, estenent-la als convents de frares, com ella estava fent amb els de monges. L'any següent, Joan va començar la seva tasca de reforma, en la línia de Santa Teresa, perquè els convents carmelitans tinguessin una vida d'acord amb el carisma original de l'orde, molt més ascètica, austera i rigorosa que la que tenia en aquell moment. El 28 de novembre, amb Antonio de Jesús de Heredia, va reformar la comunitat carmelita de Duruelo, que es convertí així en la primera casa masculina del que després serà l'orde dels carmelites descalços.
Joan continuà col·laborant amb Teresa de Jesús fins al 1577, fundant monestirs arreu de la Corona de Castella i participant en el govern de la nova branca de l'orde. L'oposició de part dels frares carmelites, que consideraven la reforma massa estricta i que el procés podria suposar una divisió a l'orde, va anar creixent i arribà a provocar conflictes al si de l'orde.

### Empresonament i últims anys
La nit del 2 de desembre de 1577, després de refusar les ordres del superior de traslladar-se a un altre convent i deixar la tasca de reforma, va ser arrestat i empresonat a Toledo, per ordre del superior carmelità, on havia de fer penitències setmanals i viure aïllat en una petita cel·la. Va aconseguir escapar-ne nou mesos després, el 15 d'agost de 1578. Mentrestant, havia escrit una part important del seu poema més conegut, el Cántico espiritual, mercès a un frare que li proporcionava paper, malgrat la prohibició que en tenia.
Va ser enviat a Jaén on va continuar amb la tasca de reforma i fundació de convents carmelites descalços i un col·legi per a la formació de novicis a Baeza. Després de la mort de Teresa de Jesús (1582), Joan va ser prior del convent reformat de Granada. Continuà escrivint, datant de llavors les seves grans obres espirituals. Excel·lí com a superior dels convents reformats i mestre espirituals. Viatjava molt per a visitar els nous convents reformats.
En 1589 va ser triat prior del convent de Segòvia. El 1591, però, fou novament marginat, aquest cop pels carmelites descalços: un capítol general el volia enviar a Mèxic per tal que hi fundés convents. Joan es retirà a una ermita de La Peñuela, prop d'Úbeda, el 10 d'agost, ja malalt. El 28 de setembre, en trobar-se pitjor, va al convent de l'orde a Úbeda, on morí la nit del 13 al 14 de desembre de 1591 a causa d'una erisipela (cel·lulitis).
Les seves obres van ser editades el 1618. Va ser beatificat en 1675 i canonitzat el 1726. El 1926, Pius XI el feu Doctor de l'Església. La seva festa litúrgica és el 14 de desembre, tot i que entre 1738 i 1969 estava marcada el 24 de novembre. Venerat per l'Església d'Anglaterra, és considerat Mestre de la Fe.

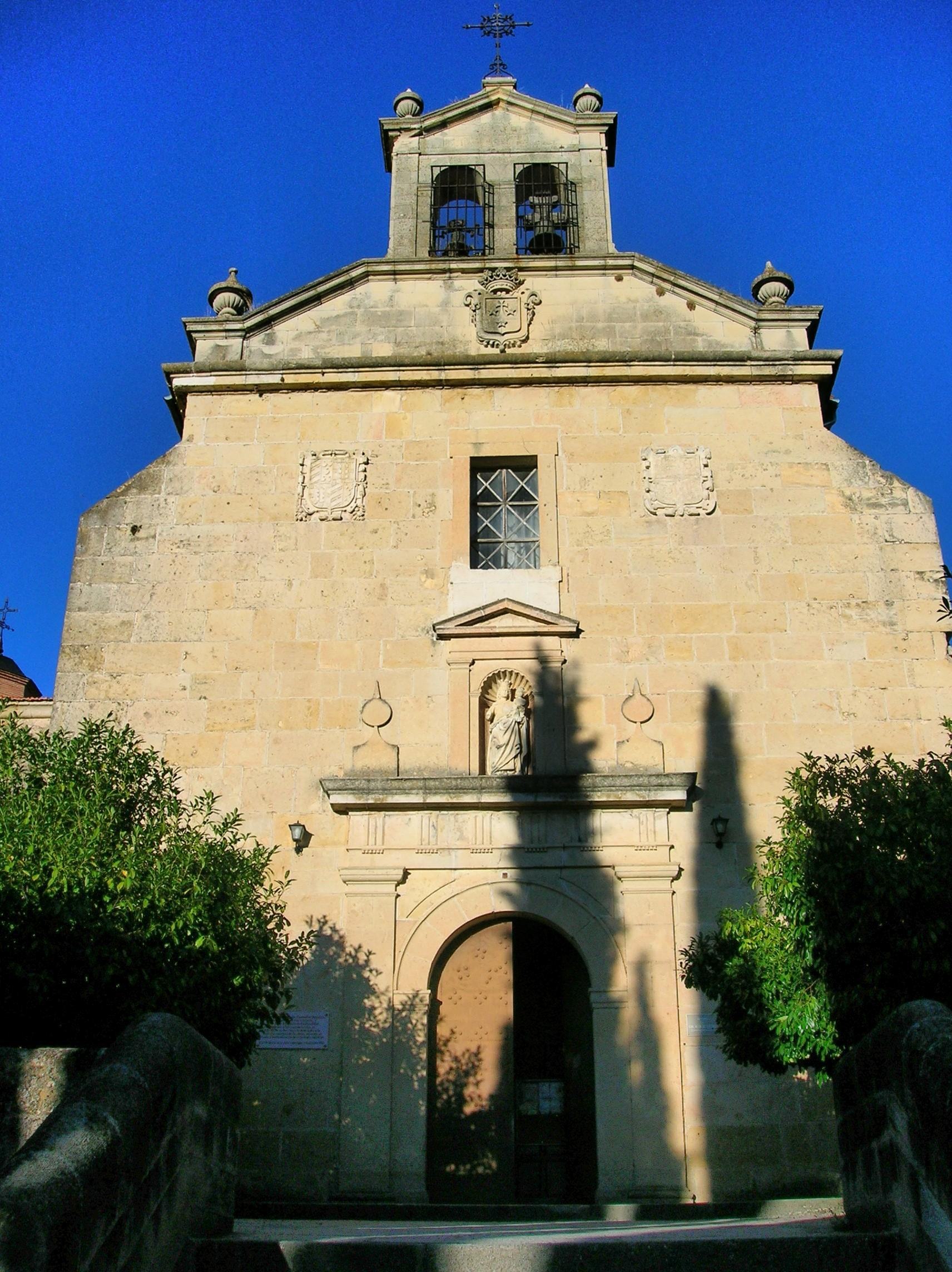
Convent dels carmelites de Segòvia, on hi ha les restes del sant
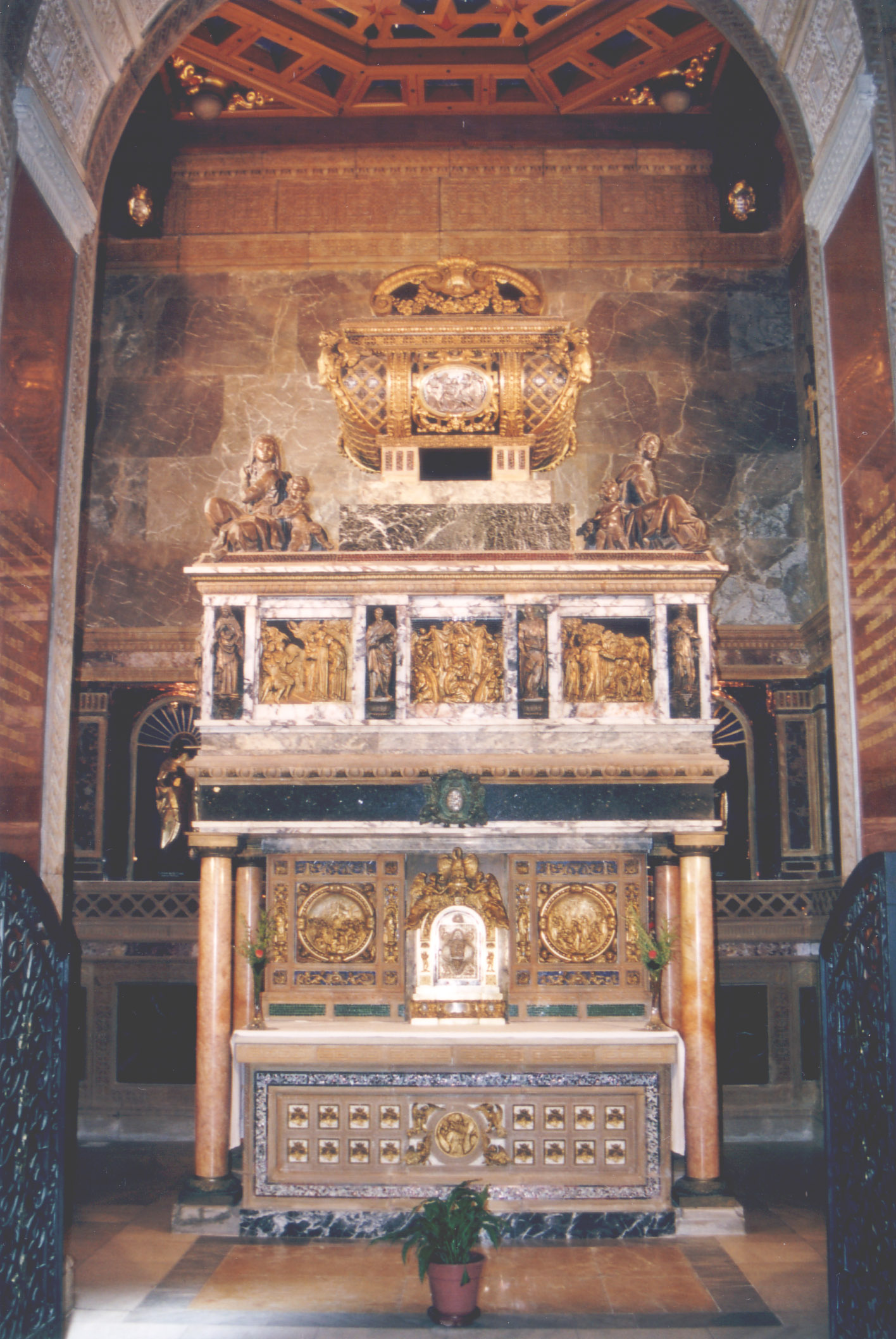
Sepulcre i reliquiari del sant, construït el 1926
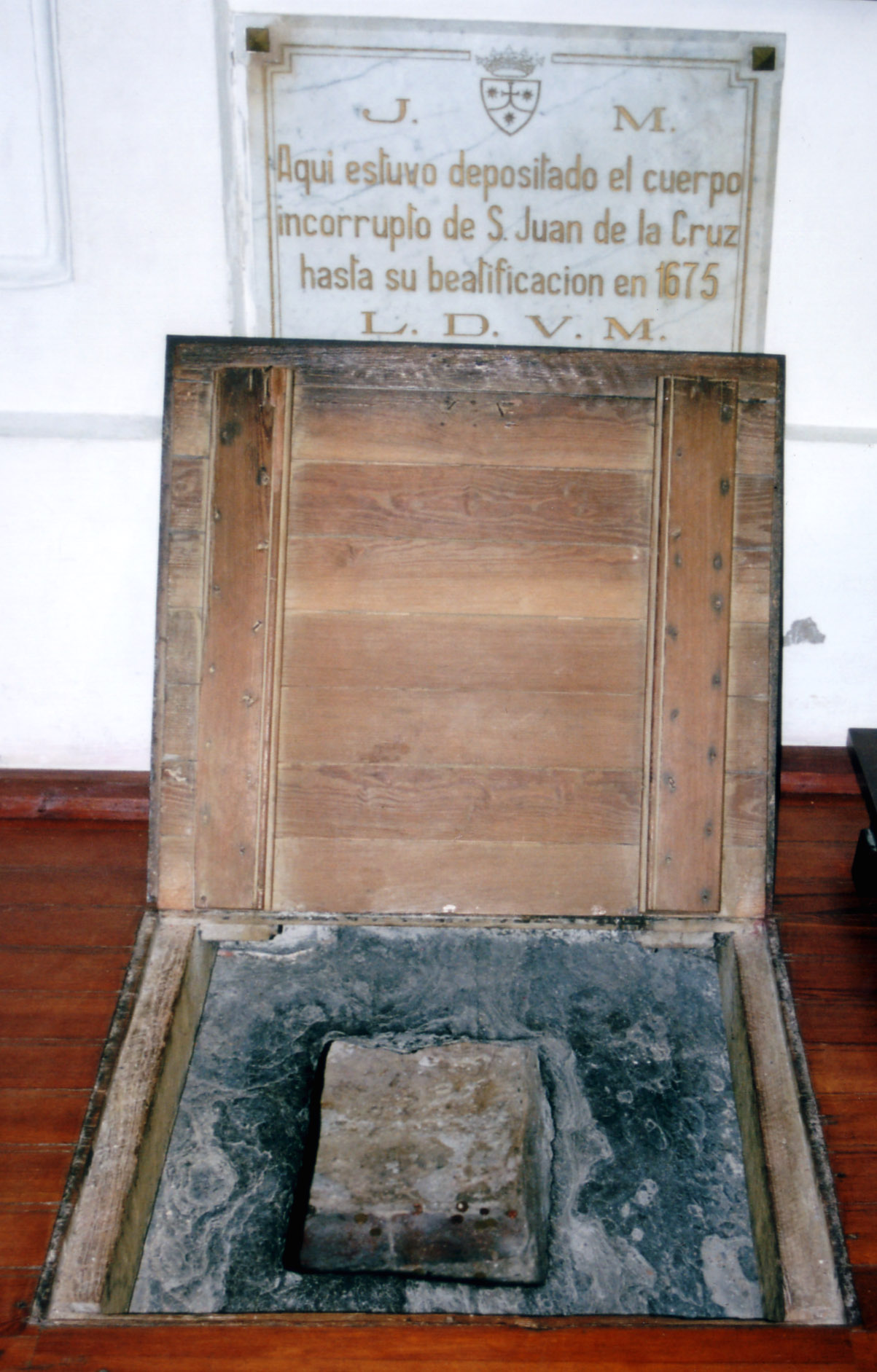
Antiga tomba del sant, al convent de Carmelites de Segòvia
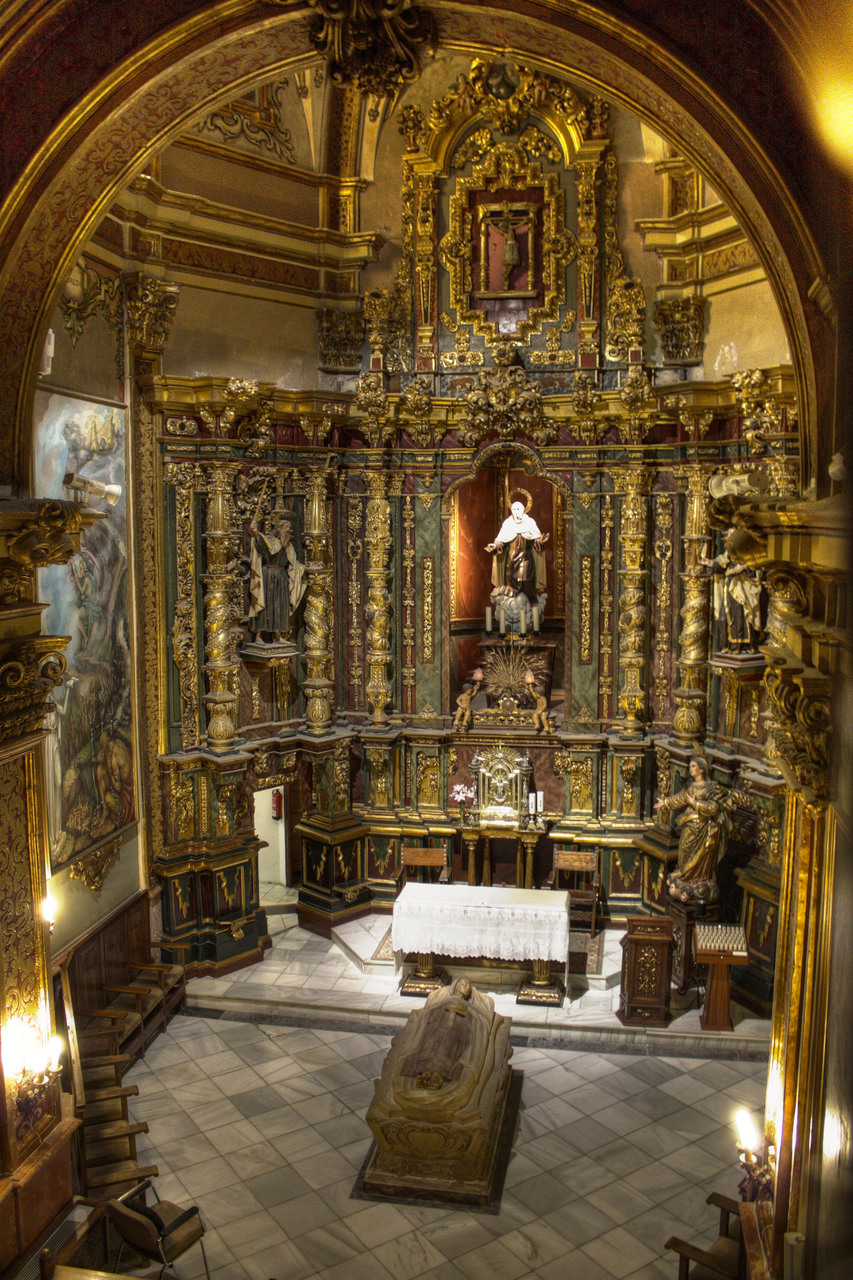
Oratori de S. Juan de la Cruz a Úbeda, edificat al convent on el sant va morir; hi va haver, fins al trasllat a Segòvia la tomba del sant.
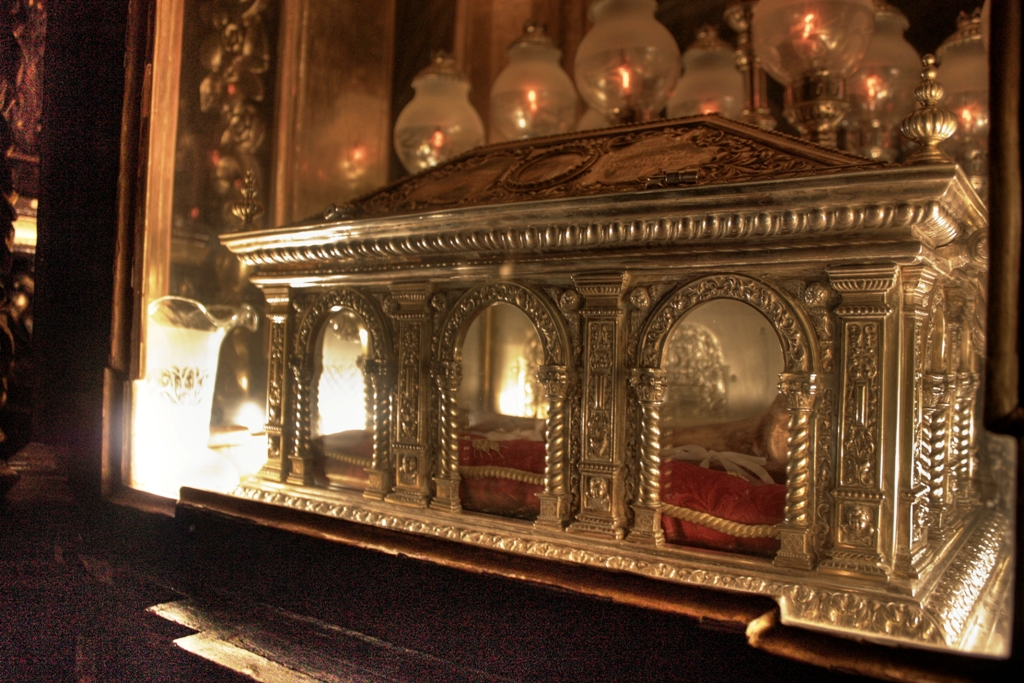
Reliquiari a Úbeda, amb restes del sant.

## Obra escrita
La seva obra poètica, en castellà i seguint l'estil de la poesia lírica renaixentista, és breu: només suma un total de 999 versos; no obstant això, és reconeguda com un dels cims de la literatura castellana de tots els temps.
Els seus poemes principals són:
- Cántico espiritual del cuerpo y el alma, inspirat en el Càntic dels càntics.
- Noche oscura del alma, escrit durant l'empresonament a Toledo.
- Llama de amor viva.

A més, va escriure set poemes més, coneguts pels seus primers versos: Entréme donde no supe, Vivo sin vivir en mí, Tras de un amoroso lance, Un pastorcico, solo, está penado, Aquella eterna fonte está escondida, En el principio moraba i Encima de las corrientes.
La seva obra en prosa és, encara que menys coneguda, igualment valuosa literàriament. Són comentaris als seus poemes, que queden explicats des d'un punt de vista teològic. Aquests textos són considerats com a les obres més representatives de la mística cristiana de l'època. Porten títols similars als poemes comentats, essent, però, molt més extenses: Cántico espiritual, La llama de amor viva, Noche oscura del alma i Subida al Monte Carmelo, que tracta de la cerca de l'amat (Crist) per l'anima. Altres obres, més breus, permeten un coneixement més pregon de la persona i la doctrina de Joan de la Creu.
La imatge de la nit fosca de l'ànima és recurrent en ella, representant el període de privacions de la vida terrenals, els dubtes i les proves a què ha de sotmetre la persona que busqui la il·luminació divina. En aquest procés el creient ha de renunciar a aspectes de la seva personalitat i al pecat, fet que causa dolor temporal i confusió, però que acaba amb la recompensa de Déu.

## Influències intel·lectuals
Les influències en l'escriptura de Joan estan subjectes a un debat constant. És àmpliament reconegut que a la universitat de Salamanca hi hauria existit diferents posicions intel·lectuals. En temps de Joan van incloure les influències de Tomàs d'Aquino, d’Escòt i de Durand de Sant Porçan. Sovint se suposa que Joan hauria absorbit el pensament d'Aquino, per explicar el marc escolàstic dels seus escrits.
Tanmateix, s'ha posat en dubte la creença que Joan s'ensenyava tant al Col·legi Carmelites de Sant Andreu com a la Universitat de Salamanca. Bezares posa en dubte si Joan fins i tot va estudiar teologia a la Universitat de Salamanca. Els cursos de filosofia que va fer Joan probablement en lògica, filosofia natural i moral, es poden reconstruir, però Bezares argumenta que Joan va abandonar els seus estudis a Salamanca el 1568 per incorporar-se a Teresa, en lloc de graduar-se. A la primera biografia de Joan, publicada el 1628, s'afirma, a partir de la informació dels companys d'estudis de Joan, que el 1567 va fer un estudi especial dels escriptors místics, en particular del Pseudo-Dionís i el papa Gregori I.  Hi ha poc consens dels primers anys de Joan o influències potencials.

### Escriptura
Joan va ser influenciat fortament per la Bíblia. Les imatges escripturals són comunes tant en els seus poemes com en la seva prosa. En total, hi ha 1.583 cites explícites i 115 implícites de la Bíblia en les seves obres. La influència del Càntic dels Càntics  en el Canticle Espiritual de Joan s'ha notat sovint, tant en termes de l'estructura del poema, amb el seu diàleg entre dos amants, el relat de les seves dificultats per a reunir-se els uns amb els altres i el cor de l'escenari que comenta sobre l'acció, com també en termes de les imatges, per exemple, de magranes, cançons de vi, tortuga i lliris, que es fa ressò de la cançó.
A més, Joan mostra de tant en tant la influència de l’ofici diví. Això demostra com Joan, impregnat de la llengua i els rituals de l'Església, es va inspirar de vegades en les frases i el llenguatge d'aquí.

### Pseudo-Dionís
Poques vegades s'ha discutit que l'estructura global de la teologia mística de Joan, i el seu llenguatge de la unió de l'ànima amb Déu, està influenciada per la tradició pseudodionisiana. Tanmateix, no ha quedat clar si Joan podria haver tingut accés directe als escrits de Pseudo-Dionís, o si aquesta influència podria haver estat mediada per diversos autors posteriors.

### Místics medievals
És àmpliament reconegut que Joan pot haver estat influenciat pels escrits d'altres místics medievals, encara que hi ha debat sobre el pensament exacte que l'hauria pogut influir i sobre com podria haver estat exposat a les seves idees.
La possibilitat d'influència dels anomenats místics de Renània com Mestre Eckhart, Johannes Tauler, Heinrich Seuse i Joan de Ruusbroec també ha estat discutida per molts autors.

### Poesia secular espanyola
També es pot fer un argument fort a favor de les influències literàries espanyoles contemporànies sobre Joan. Aquest cas el va fer primer Dámaso Alonso, que creia que, a més de dibuixar de les Escriptures, Joan estava transformant temes no religiosos i profans, derivats de les cançons populars (romanceros) en poesia religiosa.

### Influència islàmica
Una teoria controvertida sobre els orígens de la imatgeria mística de Joan és que podria haver estat influenciat per fonts islàmiques. Això va ser proposat per primera vegada en detall per Miguel Asín Palacios i l'últimament ha estat proposat per l'estudiosa porto-riquenya Luce López-Baralt. Argumentant que Joan va ser influenciat per fonts islàmiques a la península, traça els antecedents islàmics de les imatges de la nit fosca, l'ocell solitari del Càntic espiritual, el vi i l'embriaguesa mística (el Càntic espiritual), les làmpades de foc (la flama viva). Tanmateix, conclou Peter Tyler, «hi ha suficients antecedents medievals cristians per a moltes de les metàfores que empra Joan per suggerir que hauríem de buscar fonts cristianes en lloc de fonts musulmanes». Com indica José Nieto, en intentar localitzar un vincle entre el misticisme cristià espanyol i el misticisme islàmic, podria tenir més sentit referir-se a la tradició comuna neoplatònica i a les experiències místiques d'ambdós, en lloc de buscar una influència directa.